# Jean de Noailles
Jean Louis Paul François de Noailles, duque de Naoilles (París, 26 de octubre de 1739, - Ibidem, 20 de octubre de 1824), fue un noble francés y fue el quinto duque de Noailles. Se dio a conocer por primera vez por sus esfuerzos como químico, lo que le valió la elección como miembro de la Academia de Ciencias en 1777.

## Vida
Fue Caballero de la Orden del Vello de Oro. También luchó en la Guerra de los Siete Años y fue nombrado mariscal de campo en 1770, y luego obtuvo el rango de et atteint le grade de tenutenant général (Teniente General) en 1784.
Habiendo emigrado en 1792, vivió en Suiza hasta la Restauración en 1814, cuando tomó su asiento como par de Francia. 

### Matrimonio e hijos
Su primera esposa, Henriette d'Aguesseau y la pareja tuvieron varios hijos:
1. Adrien Paul Louis de Noailles (17 de septiembre de 1756 - 7 de septiembre de 1757).
2. Luisa de Noailles (11 de noviembre de 1758 - 22 de julio de 1794), que se casó con su primo el vizconde de Noailles.
3. Adrienne de Noailles (2 de noviembre de 1759 - 24 de diciembre de 1807), se casó con Gilbert du Motier, marqués de Lafayette.
4. Una hija (nacida y fallecida el 11 de diciembre de 1760).
5. Françoise Antoinette Louise de Noailles (3 de septiembre de 1763 - 3 de agosto de 1788), Condesa de Thezan du Pourjol.
6. Anne Paule Dominique de Noailles (22 de junio de 1766 - 29 de enero de 1839) se casó con Joachim de Montagu-Beaune, marqués de Pouzols.
7. Rosalía de Noailles (1 de agosto de 1767 - 16 de febrero de 1833), se casó con Teodulo de Grammont, Marqués de Grammont.
8. Luis Gabriel de Noailles (19 de agosto de 1768 - 26 de julio de 1770).

Aunque el duque se volvió a casar en 1796 con la baronesa Wilhelmine Justine de Mosheim (la madre de Yury Golovkin), no tuvo más hijos y sólo le sobrevivieron dos de sus ocho hijos. Al no tener hijos sobrevivientes y haber sobrevivido a sus sobrinos, fue sucedido como duque de Noailles por su entonces sobrino nieto de 22 años, Paul de Noailles.